# City of Heroes
 (mars 2020).
Si vous disposez d'ouvrages ou d'articles de référence ou si vous connaissez des sites web de qualité traitant du thème abordé ici, merci de compléter l'article en donnant les références utiles à sa vérifiabilité et en les liant à la section « Notes et références ».
Pour les articles homonymes, voir COH.
City of Heroes (COH) est un jeu vidéo de rôle en ligne massivement multijoueur sorti Microsoft Windows et Mac OS X en version française intégrale le 4 février 2005 et fermé le 30 novembre 2012.
Ce jeu proposait au joueur d'incarner un super-héros dans l' universe des comics américains et se déroulant dans une ville fictive des États-Unis : Paragon City ; elle-même découpée en différentes zones plus ou moins dangereuses selon le niveau du héros.

## Système de jeu

### Généralités
Le jeu est composé de missions, données par les contacts, des personnages-non-joueurs à qui le joueur est confronté. Celles-ci sont "instanciées", ce qui signifie que le joueur est placé dans une carte qui lui est réservée, à lui ou à son groupe.
À la création du personnage, la personnalisation des costumes permise par le jeu est très poussée et permet une très grande diversité des personnages. Cette personnalisation rend difficilement possible toutes ressemblances entre les avatars des joueurs.
Les grandes différences de ce MMORPG par rapport aux autres sont l'absence de « loot », de différence flagrante d'équipement avec les joueurs, un gameplay nerveux, presque arcade, une excellente écriture des missions (histoires très comics) et une communauté mure et sympathique.
L'aspect communautaire n'a pas été occulté, il est facile de trouver un groupe avec qui parcourir le jeu, un moteur de recherche de joueurs est même aisément accessible.
Plus communautaire encore, les joueurs peuvent former des « Supers-Groupes » afin d'œuvrer ensemble à plus long terme sur l'ensemble du jeu, et même de créer et aménager leur propre base. Ces mêmes Super-Groupes peuvent se réunir en « Coalitions », réunissant sous un même canal de discussion plusieurs Super-Groupes et permettant aux moins fortunés de bénéficier des télétransporteurs des bases les mieux équipées.
De plus, le joueur peut créer ses propres missions disponibles dans les bâtiments s'appelant AE (architect experience) qui se trouvent à peu près partout dans les zones du jeu. Ne rêviez-vous pas de créer une mission ou même une histoire à votre effigie ? C'est possible ! Vous aurez le choix de choisir la classe de vos ennemis, leurs apparences, leurs pouvoirs leur faction (vous pourrez même en inventer!). Ces missions peuvent être redistribuées en ligne pour les autres joueurs et peut-être que ce que vous avez créé deviendra connu!

### Classes
Les joueurs ont le choix entre différentes classes de personnage (appelées archétypes) :
- Le Blaster, infligeant d'énormes dégâts à distance, et souffrant d'une grande fragilité physique.
- Le Contrôleur, aura pour rôle principal de gêner les adversaires, en les immobilisant, ralentissant.et aura pour second rôle de soutenir en soin, buffs et debuffs.
- Le Défenseur, sera chargé des soins, augmentations (buffs) et « malédictions/diminutions » (débuffs) mais dispose de faibles attaques à distance.
- Le Ravageur, classe de corps à corps, avec de grosses attaques et des pouvoirs de défense moyen.
- Le Tank, chargé de prendre les attaques ennemies sur la figure, grâce à sa défense importante mais ne fait pas de gros dégâts.

On trouve deux classes à part, disponibles une fois qu'un personnage atteint le niveau 50. Celles-ci sont la fusion d'une entité extra-terrestre et d'un humain. En effet, celles-ci ne peuvent survivre longtemps sans hôte.
Depuis l'Issue 17 (sur serveur live depuis le 15 juillet 2010), les archétypes épiques sont disponibles à partir du niveau 20.
- Le Rédempteur, archétype polymorphe, essentiellement une sorte de nécromancien qui utilisera les cadavres ennemis pour élargir ses capacités d'action.
- Le  Pacificateur, archétype polymorphe, basé sur des dégâts importants, à l'image des blasters, avec cela dit des variantes.

Ces deux archétypes sont difficiles à appréhender pour la majorité des joueurs qui préfère des rôles plus définis.

### Origines
L'origine de son personnage sert principalement à des fins de "roleplay". Les joueurs ont le choix entre différentes origines qui va légèrement changer le départ de l'aventure et la faction rencontrée :
- Mutation : Pouvoirs acquis à la naissance (ex. Les X-Men) ;

- Faction : Krânes

- Améliorations doubles : Altération Génétique, Concentration

- Améliorations uniques : Mutation Secondaire
- Expérimentations :  Pouvoirs issus d'une expérience scientifique ou d'un accident (ex. Hulk, Flash) ;

- Faction : Vahziloks

- Améliorations doubles : Invention, Altération génétique

- Améliorations uniques : Expérimentations
- Technologie : Utilise uniquement des gadgets pour ses missions (ex. Iron Man, Blue Beetle) ;

- Faction : Ferrailleurs

- Améliorations doubles : Gadget, Invention

- Améliorations uniques : Cybernétique
- Prodige : ses pouvoirs sont innés ou proviennent d'un inlassable entrainement (ex. Batman, le Punisher) ;

- Faction : Conseil

- Améliorations doubles : Reliques, Gadgets

- Améliorations uniques : Technique
- Magie : Pouvoirs acquis au contact d'une source magique ou d'un artefact magique (ex. Captain Marvel (DC), Docteur Strange).

- Faction : Hellions
 
- Améliorations doubles : Concentration, Reliques

- Améliorations uniques : Entités Dimensionnelles

### Ennemis
Parmi les nombreux ennemis :
- Le Cercle des épines, des mystiques qui voient leurs pouvoirs venir d'épines magiques plantées dans leurs cœurs ;
- Crey Industries, une multinationale très, trop puissante, et aux pratiques éthiques plus que louches ;
- Le Conseil (appelé Cinquième Colonne dans la version US), organisation paramilitaire fascisante datant de la seconde guerre mondiale ;
- Le Freakshow, des drogués cyberpunks extrêmement violents et anarchistes ;
- Les Riktis, des extraterrestres particulièrement belliqueux et utilisant des armes énergétiques, qui ont tenté de conquérir la Terre l'année dernière, et ont été repoussés par les super-héros ;
- Les Ferrailleurs, une caste royale de robots, dirigée par un scientifique dont seul le cerveau vit encore, en stase dans un robot ;
- Les Hellions et les Kranes, simples voyous et truands de base du jeu, sur lesquels les joueurs font leurs premières armes ;
- Les Trolls et les Parias, deux clans strictement opposés, assez emblématiques car premiers adversaires sérieux. Leurs chefs, Atta et Frostfire, restent parmi les méchants préférés de nombreux joueurs ;
- Les Vazhiloks, des zombies créés par le docteur Vazhilok dans ses folles expérimentations, qui ont pour but de créer des surhommes immortels dotés de super pouvoirs, appelés eidolons ;
- Arachnos, faction de loin la plus puissante, organisation contrôlée par Lord Recluse, vilain absolu, éternel ennemi du Statesman (chef des héros de Paragon City). Leur style, très arachnéen, et la complexité de leurs armes et effets en font des adversaires dignes de respect ;
- Les Déviés, groupe de mutants hybrides mutés par les Ritkis, faibles et rares ;
- Les Némésis, faction steampunk, équipé de machines à vapeur mortellement efficaces ;
- La Famille, faction gangster années 1940, équipée de mitraillettes ;
- Le Carnaval des Ombres, faction cirque macabre, clowns et autres jongleurs ;

## Accueil
- GameSpot : 8,4/10[2]
- IGN : 8,4/10[3]
- Jeuxvideo.com : 15/20[4]

## Extensions

### City of Villains
En parallèle du jeu City of Heroes, Cryptic Studios a développé City of Villains qui permet aux joueurs d'incarner les méchants. Ce jeu est à la fois un jeu à part et une extension de City of Heroes. Il rajoute le système de PvP (Joueur contre Joueur) dans des zones de guerre, ainsi que les bases, permettant aux groupes de héros et de vilains de s'affronter dans des raids, et plusieurs nouveaux Archétypes (ou classes) :
la Brute : à mi-chemin entre Tank et Ravageur, plus le combat se prolonge et plus il s'énerve (et augmente ses dégâts).
le Dominateur : même rôle que le Contrôleur, mais sa nature sadique lui permet d'amplifier les effets de contrôle sur ses cibles.
le Corrupteur : un méchant "vicieux", plus son adversaire est blessé, plus il a de chances de l'achever par des dégâts critiques.
le Mastermind : Il se salit peu les mains, préférant envoyer ses hommes de main à sa place (soldats/robots/zombies/démons/loubards/ninjas/animaux).
le Stalker : combattant au corps à corps, sa spécialité est la furtivité et les frappes surprises.
City of Heroes, à l’instar de nombreux MMORPG  nécessite, pour y jouer, en plus de l'achat initial du jeu, le paiement d'un abonnement mensuel.
Du contenu gratuit, nommés "Issue", est régulièrement ajouté au jeu par les développeurs.
Le 12 novembre 2004, l'éditeur de comics Marvel a attaqué l'éditeur et le développeur du jeu en justice, pour la raison que le système de création de costumes permettait aux joueurs de pouvoir recréer très facilement des personnages sous licence. En mars 2005, le juge chargé de l'affaire a partiellement débouté Marvel en considérant certaines de ses accusations comme « fausses et fictives ».
Le 6 novembre 2007, NCSoft a annoncé qu'il détenait l'intégralité des droits sur City of Heroes et City of Villains. Cryptic Studios, développeur du jeu, a donc revendu sa propriété intellectuelle sur le jeu à son éditeur. NCSoft en a profité pour annoncer la création d'un nouveau studio de développement qui continuera à travailler sur le jeu. Matt Miller, concepteur principal de City of Heroes, a rejoint ce nouveau studio.
Cryptic Studio a travaillé ensuite sur le développement d'un MMO basé sur l'univers Marvel, abandonné pour être plus tard renommé Champions Online. MMORPG de super héros basé sur la licence de jeu de rôle papier « Champions » que Cryptic a racheté entre-temps.
Cette extension reçoit la note de 8,2/10 sur GameSpot et de 16/20 sur Jeuxvideo.com.

### City of Heroes: Going Rogue
Le 17 août 2010 Paragon Studios publia City of Heroes: Going Rogue une extension américaine du jeu qui permet aux joueurs d'accéder à un système d'alignement, permettant à chaque joueur de Heroes ou Vilains d'accéder aux territoires de l'autre factionPour cela, il permet à un héros de devenir un vigilant et à un méchant de devenir un rogue en complétant des missions de moralité qui vous permettent de choisir entre le bien et le mal. City of Heroes: Going Rogue permet aussi de découvrir la dimension Praetoria, une dimension miroir de l'univers de City of Heroes.
Cette extension reçoit la note de 67 % sur PC Gamer et de 12/20 sur Jeuxvideo.com.

### City of Heroes: Freedom
Septembre 2011 a vu la sortie de l'extension City of Heroes: Freedom, faisant basculer le jeu dans le modèle « Free to Play ». Jouable gratuitement dans sa version de base, un abonnement (« compte VIP ») reste accessible pour ceux qui veulent accéder à la totalité du jeu. Quant aux joueurs ayant déjà été abonnés par le passé et y faisant leur retour, ainsi qu'aux nouveaux joueurs atteignant un montant d'achat suffisant dans la boutique du jeu, il accède à un compte intermédiaire (« compte Premium »), à mi-chemin entre les deux précédemment cités.
Cette extension reçoit la note de 86 % sur PC Gamer

## Fin de service
La fermeture du jeu est annoncée le 31 aout 2012. Celle-ci est finalement fixée au 30 novembre 2012.